# Natsushio
Il Natsushio (夏潮? lett. "Marea estiva") è stato un cacciatorpediniere della Marina imperiale giapponese, sesta unità della classe Kagero. Fu varato nel febbraio 1939 dal cantiere navale Fujinagata di Osaka.
Appartenente alla 15ª Divisione, partecipò con funzioni di scorta e vigilanza alle operazioni anfibie nelle Filippine meridionali e, poi, alla rapida sequenza di sbarchi incontrastati sulle coste di Celebes. Poco dopo l'avvenuta occupazione di Makassar rimase vittima di un sommergibile statunitense che lo centrò con un siluro; dopo vani tentativi di rimorchiarlo al sicuro, affondò il 9 febbraio 1942 durante una tempesta a sud della cittadina.

## Servizio operativo

### Costruzione
Il cacciatorpediniere Natsushio fu ordinato nell'anno fiscale edito dal governo giapponese nel 1937. La sua chiglia fu impostata nel cantiere navale appartenente alla ditta Fujinagata presso Osaka il 9 dicembre 1937 e il varo avvenne il 23 febbraio 1939; fu completato il 31 agosto dello stesso anno. Al contrario, una fonte afferma che il completamento fu terminato il 21 agosto 1940. La nave formò con i gemelli Oyashio, Kuroshio e Hayashio la 15ª Divisione cacciatorpediniere, posta alle dipendenze della 2ª Squadriglia della 2ª Flotta. Fu selezionato come nave ammiraglia della divisione e, pertanto, imbarcò il capitano di vascello Torajirō Sato con lo stato maggiore.

### 1941-1942
Passato al comando del capitano di fregata Sumitaka Nagai, il 26 novembre 1941 il Natsushio partì con la divisione d'appartenenza e il resto della squadriglia dallo Stretto di Terashima per arrivare, il 1º dicembre, alle isole Palau, uno dei punti di partenza per le imminenti operazioni militari contro gli occidentali. Il 6, infatti, il Natsushio condusse la divisione verso le Filippine meridionali, obiettivo della squadra nella quale erano inseriti, e fino all'8 rimase a fianco della portaerei Ryujo, i cui velivoli bombardarono Davao. Fu poi distaccato il 10 dicembre con l'Hayashio per difendere il posamine Yaeyama impegnato a collocare ordigni nello Stretto di Surigao; il 12 dicembre fu quindi presente alla facile occupazione di Legazpi. Il Natsushio guidò da allora il reparto d'appartenenza nelle successive operazioni anfibie a Davao (20 dicembre), a Jolo (25 dicembre), a Manado (11 gennaio 1942), a Kendari (14 gennaio) e infine ad Ambon (31 gennaio), tutti sbarchi conclusisi con successo per i giapponesi. Dopo questa serie di vittorie le forze navali operanti a est del Borneo si radunarono alla baia Staring di Celebes per occupare l'ultima importante località dell'isola, Makassar.

### L'affondamento
Alla testa della divisione, il Natsushio vigilò sul convoglio d'invasione che, al mattino dell'8 febbraio 1942, eseguì lo sbarco in forze vicino alla cittadina; dopo poche ore gli olandesi capitolarono e i cacciatorpediniere nipponici rimasero in zona mentre i trasporti scaricavano materiali. Intanto il sommergibile USS S-37 era arrivato nell'area e, avvicinatosi con prudenza, lanciò alcuni siluri; alle 21:15 un ordigno esplose nella sala macchine del Natsushio, verso prua: si ebbero otto morti, due feriti e l'unità rimase immobilizzata. Fuggito il battello statunitense, l'Oyashio accolse a bordo il capitano Sato e lo stato maggiore, mentre sul Kuroshio presero posto l'equipaggio e il capitano di fregata Nagai entro le 02:45 del 9 febbraio. Il Kuroshio prese dunque a rimorchio il Natsushio, allo scopo di portarlo al sicuro, quando le condizioni meteorologiche subirono un rapido peggioramento; le due navi fecero poca strada e il Natsushio imbarcò così tanta acqua che fu dato ordine di tagliare il cavo di traino. Alle 07:43 il Natsushio sprofondò 22 miglia a sud di Makassar (5°10′S 119°24′E). Fu il primo dei trentanove cacciatorpediniere giapponesi colati a picco da un sommergibile durante la guerra del Pacifico.
Il 28 febbraio 1942 il Natsushio fu rimosso dalla lista del naviglio in servizio.